# Февраль 2014 года

Список событий февраля 2014 года.

## События
- 1 февраля
  - В России вступили в силу поправки в закон об информации о досудебной блокировке сайтов в пределах 15 минут за призывы к массовым беспорядкам, осуществлению экстремистской деятельности, участию в несанкционированных массовых публичных мероприятиях, включая советы, пожелания и «другие высказывания» о таких мероприятиях[1]. Заблокированы первые четыре сайта, в том числе — Живой Журнал[2].
  - Маршал Советского Союза Василий Петров скончался на 98-м году жизни, после его смерти в России остался лишь один человек в звании маршала СССР — Дмитрий Язов[3].
  - У берегов Йемена затонуло индийское судно, весь экипаж (12 человек) утонул[4].
  - Началось мощное извержение вулкана Синабунг в Индонезии[5].
  - В Мумбаи открылся первый в Индии участок монорельса[англ.] длиной 8,93 километра[6].
- 2 февраля
  - Парламентские выборы в Таиланде[7].
  - Всеобщие выборы в Коста-Рике[8].
  - Президентские выборы в Сальвадоре (1 тур)[8].
  - Команда «Сиэтл Сихокс» выиграла у «Денвер Бронкос» в финале Суперкубка американской Национальной футбольной лиги[9].
- 3 февраля
  - Пост министра иностранных дел Дании занял представитель Социал-либеральной партии Мартин Лидегор[10].
  - Захват заложников в московской школе № 263, погибли 2 человека (учитель географии и сотрудник МВД России)[11].
  - В молдавском автономном регионе Гагаузии подвели предварительные итоги референдума, на котором обсуждалась возможность вступления в Таможенный союз с Россией, власти Молдавии сочли, что референдум «не входит в компетенцию местных властей»[12].
  - В городе Бода (ЦАР) в результате религиозных столкновений погибли 75 человек[13].
- 4 февраля
  - На Украине в результате столкновения поезда и маршрутного автобуса погибли 13 человек[14].
  - Компания Microsoft официально объявила, что Сатья Наделла назначен гендиректором вместо Стива Балмера[15].
  - Около шести миллионов жителей Бразилии остались без электричества в результате крупной аварии, частично без света на несколько часов остались и крупнейшие бразильские города — Сан-Паулу и Рио-де-Жанейро[16].
- 5 февраля
  - Сергей Арбузов назначен исполняющим обязанности премьер-министра Украины[17].
- 6 февраля
  - На Тасмании найден новый вид гигантской медузы[18].
  - Начал работу 64-й Берлинский кинофестиваль[19].
- 7 февраля
  - В Сочи (Россия) открыты XXII зимние Олимпийские игры[20].
  - Беспорядки в Боснии и Герцеговине. В Сараево протестующие против экономической политики правительства захватили и сожгли президентский дворец[21].
- 8 февраля
  - Норвежский биатлонист Ули-Эйнар Бьёрндален выиграл спринтерскую гонку на 10 км, став семикратным олимпийским чемпионом[22].
  - Из-за сильного снегопада в Японии погибли 7 человек[23].
  - В Мексике с начала года от свиного гриппа погибли более 400 человек[24].
  - В Саудовской Аравии в результате пожара в гостинице в Медине погибли 12 постояльцев, госпитализировано около 130 человек[25].
- 9 февраля
  - В кафедральном соборе Южно-Сахалинска работник одного из местных частных охранных предприятий застрелил двух человек и ранил нескольких[26].
  - Российские спортсмены завоевали первую золотую медаль на олимпийских играх в Сочи, победив в командном соревновании фигуристов[27].
  - По результатам голосования в Швейцарском референдуме с небольшим перевесом была поддержана инициатива об ограничении свободной миграции граждан ЕС в страну[28].
- 10 февраля
  - В результате двух ДТП в штатах Калифорния и Флорида (США) погибли одиннадцать человек[29].
- 11 февраля
  - Нацбанк Казахстана объявил о девальвации национальной валюты, в связи с этим приостановили работу автодилеры и сайты крупнейших интернет-магазинов, закрылись многие обменники[30]. Начались протесты[31] и сбор подписей за импичмент президента Назарбаева[32], но сайт петиции был позже заблокирован на территории Казахстана[33].
  - На востоке Алжира около населённого пункта Умм-эль-Баваки потерпел крушение военно-транспортный самолет С-130 «Геркулес», 77 человек на борту погибли, выжил 1 человек[34].
- 12 февраля
  - Филиппинская президентская комиссия по добросовестному управлению сообщила, что правительство Филиппин закончило приём денег с швейцарских и сингапурских счетов экс-президента страны Фердинанда Маркоса, общая сумма составила около 29 млн долларов США[35].
  - По меньшей мере два человека погибли в венесуэльской столице Каракасе во время многотысячной студенческой демонстрации, вызванной экономическим кризисом в стране[36].
- 13 февраля
  - Евгений Плющенко объявил о завершении спортивной карьеры, после того как снялся с одиночного мужского турнира по фигурному катанию на олимпийских играх в Сочи из-за травмы спины[37].
  - В Бельгии легализовали детскую эвтаназию[38].
  - Завершено строительство самой большой в мире солнечной электростанции Ivanpah Solar Electric Generating System в пустыне Мохаве[39].
- 14 февраля
  - Губернатор Курганской области Олег Богомолов ушёл в отставку. Исполнять обязанности губернатора будет Алексей Кокорин[40].
  - Энрико Летта объявивший о своей отставке покинул пост премьер-министра Италии. Кандидатом на должность премьер-министра является Маттео Ренци[41].
- 15 февраля
  - В Алма-Ате прошли акции протеста против девальвации тенге. Задержаны несколько десятков участников митинга, собравшихся перед Дворцом республики[42].
  - 10 человек погибли при столкновении микроавтобуса и лесовоза на трассе в Ленинградской области[43].
  - Александр Третьяков выиграл первую в истории России золотую олимпийскую медаль в скелетоне[44].
  - Виктор Ан выиграл первую в истории России золотую медаль в шорт-треке[45].
  - В Ливане после примерно 10-месячного кризиса, в течение которого политическим силам страны не удавалось прийти к согласию по поводу руководителей министерств, сформировано новое правительство. Новым министром иностранных дел назначен Джебран Басиль[46].
- 16 февраля
  - Из-за обильных снегопадов в Японии погибли 11 жителей, пострадали более тысячи человек[47].
  - Мужская сборная России по лыжным гонкам впервые в истории выиграла олимпийскую медаль в эстафетной гонке, взяв серебро[48].
  - В Непале разбился самолёт Twin Otter, на борту находились 18 человек, 15 пассажиров и 3 члена экипажа[49].
  - В здании Королевского театра оперы и балета «Ковент Гарден» прошла церемония вручения премии BAFTA. Премия за лучший фильм досталась историческому фильму-биографии «Двенадцать лет рабства» Стива Маккуина[50].
- 17 февраля
  - Мэр Флоренции Маттео Ренци рекомендован президентом Италии на должность премьер-министра[51].
  - Белорусская биатлонистка Дарья Домрачева стала первой в истории трёхкратной олимпийской чемпионкой в индивидуальных гонках[52].
  - Бобслеисты Александр Зубков и Алексей Воевода выиграли первую в истории России золотую олимпийскую медаль в соревнованиях двоек[53].
- 18 февраля
  - Во время новых столкновений оппозиции с милицией в центре Киева погибли 25 человек, 7 из которых сотрудники правоохранительных органов, около 300 получили ранения[54].
  - В Таиланде возобновились беспорядки после того, как полиция решила захватить территории, занятые местной оппозицией, добивающейся отставки премьер-министра страны Йинглак Чинават. Убито пять человек, около сотни ранены[55].
  - Флоридский живописец в знак протеста разбил в музее искусств Майами вазу, стоимостью 1 млн долларов, расписанную знаменитым китайским художником-диссидентом Ай Вэйвэем[56].
  - Верховный суд Филиппин постановил, что онлайн-слежка властей за пользователями интернета по новому закону о киберпреступлениях[англ.] противоречит Конституции страны, однако суд оставил в силе часть, криминализирующую клевету в интернете[57].
- 19 февраля
  - Вик Уайлд выиграл первое в истории России олимпийское золото в сноуборде в дисциплине параллельный слалом[58].
  - В Киеве участники «Евромайдана» захватили здание Гостелерадио, расположенное неподалеку от Майдана Незалежности и Главпочтамт. Служба безопасности Украины объявила о проведении в стране антитеррористической операции. Во Львове без сопротивления захвачены здания обладминистрации, управление милиции, прокуратуры. Начальник милиции города Луцка заявил, что его подчиненные «перешли на сторону народа»[59][60][61].
- 20 февраля
  - Евромайдан:
    - Верховная рада Украины (ВР) приняла постановление[62], которым осудила «применение насилия, которое привело к гибели граждан Украины и обязала Кабинет министров Украины, СБУ, Министерство внутренних дел, Министерство обороны Украины и другие военизированные группировки немедленно прекратить применение силы и запретить использование любых видов оружия и специальных средств против граждан Украины, а также проведение антитеррористической операции»[63].
    - В Киеве митингующие захватили гостиницу «Украина»[64].
    - Число погибших в беспорядках в Киеве за 3 дня достигло 80 человек[65].
    - Корсуньский погром[66].

  - Аделина Сотникова стала первой в истории советского и российского фигурного катания олимпийской чемпионкой в женском одиночном катании[67].
  - Верхняя палата парламента Индии приняла законопроект о выделении в отдельный, 29-й штат области Телангана южного штата Андхра-Прадеш[68].
- 21 февраля
  - Евромайдан:
    - После восьмичасовых переговоров с международными посредниками и оппозицией Президент Украины Виктор Янукович заявил, что для урегулирования ситуации в стране он инициирует возвращение к Конституции 2004 года, а также объявляет о досрочных президентских выборах[69].
    - Из киевского аэропорта «Жуляны» вылетели более 50 частных самолётов, среди пассажиров были замечены депутаты от Партии регионов, а также заместитель спикера Верховной Рады[70].
    - Верховная Рада Украины проголосовала за отставку министра внутренних дел Виталия Захарченко, а также приняла закон о реабилитации всех участников акций протестов в центре Киева[71].

  - Виктор Ан стал пятикратным олимпийским чемпионом в шорт-треке, выиграв дистанцию 500 м[72].
- 22 февраля
  - Евромайдан:
    - Юлия Тимошенко освобождена из харьковской колонии, где она отбывала тюремное заключение[73].
    - Верховная Рада Украины объявила о том, что президент страны Виктору Януковичу «самоустранился от власти»[74].
    - Верховная Рада Украины, Администрация президента, Кабмин и МВД перешли под контроль и охрану Майдана. Милиционерам предложено присоединиться для совместного патрулирования правительственного квартала и всего Киева, для чего им выдаются сине-желтые ленты[75].
    - Киевский гарнизон внутренних войск перешёл на сторону повстанцев и объявил готовность полностью выполнять решения Майдана[76].

  - Маттео Ренци стал премьер-министром Италии[77].
  - Исландия отозвала заявку на членство в Европейский Союз[78].
  - Женская сборная России по хоккею с мячом впервые стала чемпионом мира[79].
- 23 февраля
  - Обязанности президента Украины возложены на Александра Турчинова[80].
  - Российская сборная выиграла общекомандный зачёт Зимних Олимпийских игр в Сочи, завоевав 33 медали, 13 из которых золотые[81].
  - Российские лыжники впервые в истории выиграли все медали в мужской гонке на 50 км[82].
- 24 февраля
  - ВВС Пакистана нанесли воздушные удары по позициям боевиков в племенных областях Южный и Северный Вазиристан, ликвидировав по меньшей мере 27 террористов[83].
  - Президент Уганды Йовери Мусевени подписал закон, вводящий суровые наказания за гомосексуализм, вплоть до пожизненного заключения, также предусматриваются наказания за пропаганду и недонесение[84].
  - Папа римский Франциск начал проведение масштабной административно-финансовой реформы, в частности были учреждены два новых руководящих органа Святого престола: Секретариат по экономике и Совет по экономике, членами которого станут восемь церковных иерархов и семь международных экспертов-мирян[85].
  - Токийская биржа по торговле биткойнами MtGox прекратила свою работу. Основной причиной закрытия послужили постоянные хакерские атаки на сервера биржи[86].
  - Переходное правительство Египта ушло в отставку, тем самым позволив экс-главе минобороны Абдулу-Фаттаха Ас-Сиси выдвинуть свою кандидатуру на пост президента[87].
  - В Москве полиция задержала 426 участников акции в поддержку фигурантов «болотного дела», которая прошла на Манежной площади[88].
- 25 февраля
  - Новым премьер-министром Перу стал Рене Корнехо[89].
  - Министерство транспорта США наложило штраф 500 тысяч долларов за неоказание должной помощи пассажирам на южнокорейскую авиакомпанию Asiana Airlines, чей самолет Boeing 777 потерпел крушение в Сан-Франциско летом 2013 года[90].
- 27 февраля
  - На Бутовской линии Московского метрополитена открылись две станции: «Битцевский парк» и «Лесопарковая»[91][92].
  - Верховная рада Украины утвердила новый кабинет министров. Премьер-министром стал лидер парламентской фракции партии «Батькивщина» Арсений Яценюк[93].